# Département de Puelén
Le département de Puelén est une des 22 subdivisions de la province de La Pampa, en Argentine. Son chef-lieu est la ville de Veinticinco de Mayo.
Le département a une superficie de 13 160 km2.

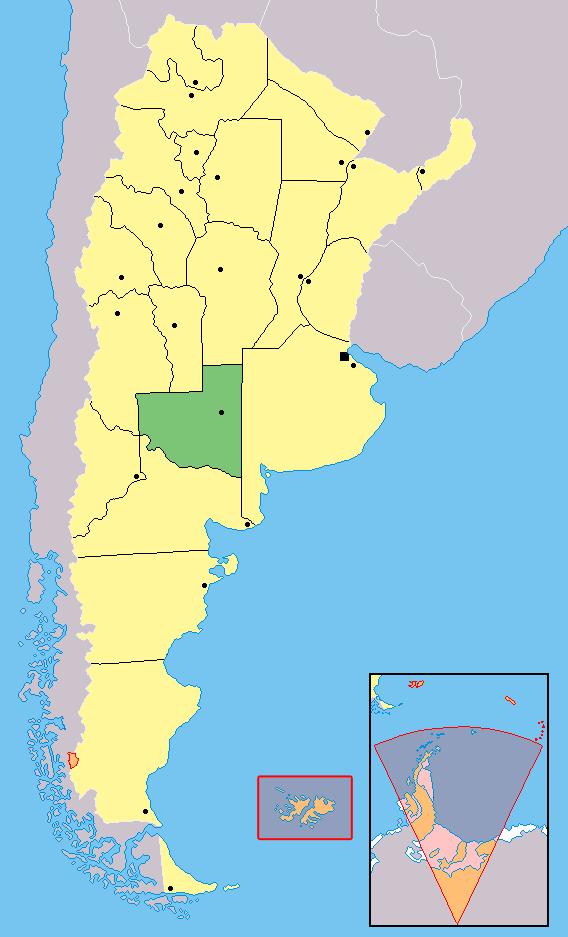
Localisation de la province de La Pampa en Argentine.

## Population
Sa population était de 7 757 habitants au recensement de 2001 (source : INDEC).

## Villes et localités
- Casa de Piedra
- Colonia El Sauzal
- Puelén
- Veinticinco de Mayo, chef-lieu